# Aulonocara auditor
Aulonocara auditor è una specie di pesci della famiglia dei Ciclidi, endemica del Malawi. Il suo habitat naturale sono i laghi di acqua dolce.